# 吳釗 (進士)
吳釗（？年—？年），本姓席，名釗，譜名鈷釗，字對楊，江蘇蘇州府常熟縣人，康熙庚子科鄉試舉人，雍正元年癸卯恩科進士，翰林院編修，丙午科順天鄉試同考官，年三十八卒，無子。